# В'язь (письмо)

В'язь

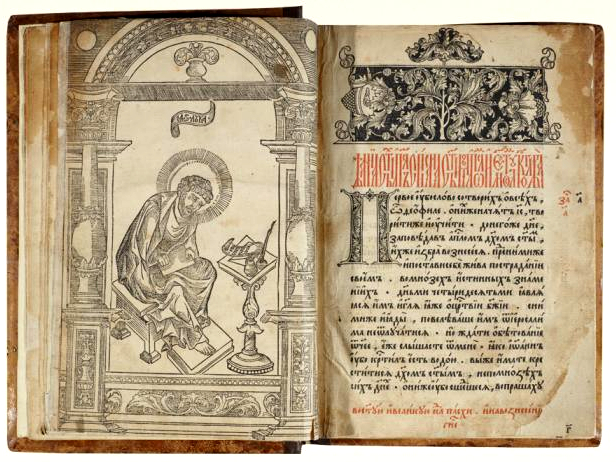
«Апостол» Іван Федоров 1564 р.

В'язь — ранньомодерний тип кириличного декоративного письма, шрифт. Відомий з XIII століття у південнослов'янських пам'ятках, з кінця XIV — початку XV ст. — у східнослов'янських і волоських. Особливого розвитку набув у Московії в XVI ст., за доби Івана Грозного; так звана — московська в'язь. У середньовічну добу, в часи існування Київської Русі та Руського королівства, не використовувалася.[джерело?]

## Функції та застосування в'язі
В'язь має подвійну суть: графічну і декоративну. Прямим завданням в'язі-письма є раціональне розміщення тексту в призначеному для нього просторі із застосуванням різних способів компактного розташування букв. В'язь як засіб художнього оформлення тексту мусить бути в єдиному мистецького ключі твору. В'язь як тип письма творить у процесі свого розвитку такі графічні засоби передавання тексту, як: ліґування в точці та в щоглах, підрядність і супідрядність літер, вписування й надписування літер, роздрібнення ліґованих щогол, псевдороздрібнення ліґатур, ламання округлих петель, вільне пересування частин літер на щоглах і півщоглах та ін.
Як орнамент в'язь розвивається з дотриманням геометричного або природного принципів у конструюванні літер — у визначенні їхньої висоти, ширини, товщини накреслень, гнучкості ліній, а також у використовуванні задля згадуваних нами декорацій ламаних петель і в заміні скісних ліній вертикальними. Прикрашали тексти вузлики, вусики та рильця метеликів тощо.
Перевага орнаментального принципу над графічним може зменшити комунікативне значення напису, а перевага графічного збіднює його рядок.
Використання в'язі характерне написам на творах середньовічного сакрального малярства, творам книжної писемності.
В'язь як засіб художнього оформлення книжного тексту відповідає мистецьким смакам, виробленим на окремих територіях за певних культурноісторичних умов. Для творів малярства рядки тексту чи певні, писані в'яззю буквосполучення, — це вагомі, здебільшого центральні елементи в писемних схемах художньої композиції пам'яток.
В'язь на творах малярства майже не знала додаткових прикрас — гілочок, листочків, вусиків метеликів тощо. Але навіть за умов, коли кількість і розмаїття написів на таких творах поступово збільшувалися, графічно збагачувалися рядки та інші способи використання в'язі (ініціали, окремі гнучкі літери), вона завжди являла з усіма написами кожної пам'ятки композиційну цілісність.

## Історія та розвиток
В'язь, як уже сформована система декоративного письма, прийшла до слов'ян із Візантії, де, започаткована ліґатурами в XI ст., сягнула вершини свого розвитку в XII ст., а згодом, поступово занепадаючи, вичерпала себе в XV ст. На слов'янському ґрунті в'язь змогла розвиватися краще з огляду на велику кількість у письмі слов'ян щоглових літер (втричі більшу, ніж у греків), отже, і ширші можливості застосовувати різні комбінації щоглових ліґатур. Перейнята від греків у XIII ст. в'язь південних слов'ян уже в XIV ст. стає кращою, багатшою від візантійської. Тут творчо сформувалося два стилі: природний і геометричний. З їх вдалого поєднання витворився, як уважають, середній південнослов'янський тип в'язі. З утратою державності (Сербії — в 1389 р., Болгарії — в 1396 р.) припинився подальший творчий розвиток в'язі південних слов'ян. Тоді на окупованих тюрками землях цих держав загинула значна кількість пам'яток письменства та епіграфії поневолених народів. Усталилась також думка, що в XV ст. сформувався румунський тип в'язі. Ця коротка інформація підсумовує здебільшого погляди палеографів на історичну долю в'язі. Як передбачав В. Щепкін, деякі палеографічні визначення довелося переглянути у зв'язку з поглибленим дослідженням творів кириличного письма та вивченням пам'яток, створених на різних етнічних територіях. Коротку характеристику в'язі румунського типу дав В. Щепкін: «З XV ст. з'являється румунська в'язь. Вона заснована на південнослов'янській і представляє різні манери природного стилю; особливо поширена манера високих літер із зменшеними верхами й низами, які досить рідко стоять на рядку»

## Формування в'язі українського типу
Початковим етапом формування української в'язі стало значне збільшення у висоту. Внаслідок цього густішими та занадто широкими та чорними на вигляд стали вертикалі літер, що, очевидно, спричинило відмову від потовщень. Див. хоча б переписаний у XIV ст. Служебник князя Володимира. Стиснення літер зумовлювало більше загострювання здавна звужуваних в українській писемності нижніх, а згодом і верхніх заокруглюваних у минулому частин названих літер. А рядки високих вузьких, та ще й тонкими лініями нанесених букв, ставали добрим ґрунтом для проникання гнучких ліній накреслень. Перелічені високі літери із вгнутими боками входять до складу великих, здебільшого ініціальних, літер звуженого уставу. Тонкі стиснуті букви, а загалом ще більше звужені, із загострюваними в бік ліній рядків частинами, становлять основу української гнучкої в'язі.
Симптоматично, що в південних слов'ян орнаментовано, здебільшого гілочками, різні літери в'язі; під розмаїтими кутами чіпляли їх виконавці і до кінців щогол. Українська в'язь надавала перевагу гнучким листочкам, доданим внизу зліва тільки до загострених частин названих літер, формуючи гнучкість їхніх накреслень. Системно впорядковані в поєднанні зі згаданими високими вузькими літерами, гнучкі лінії створили ту в'язь, яка й стала набутком українського письменства та епіграфії. Цей тип в'язі характерний для української етнічної території, особливо інтенсивно виявляючись у XV та XVI ст., а частково — у XVII та XVIII ст., і пригас у ХІХ ст. Відродився у 30-х рр. ХХ ст. в Унівській іконописній школі Студитського монастиря в Уневі, щоби згодом знов стати окрасою українського монументального та станкового малярства (див. хоча б творчість сучасного іконописця Костянтина Марковича).
На зламі XIV—XV ст. писані українською в'яззю ініціали зображуваних персонажів прикрашають створені монументалістами ікони (див. статтю «Знаменна ланка» у цьому збірнику). Цією в'яззю виконано також заголовки розділів українського першодруку — за китайським зразком різьбленого на дошках вузькошрифтового Євангелія, віддрукованого, ймовірно, у Львові у пер. пол. XV ст. та перевиданого в анонімній друкарні в Москві у 50-х рр. XVI ст. Час творення, отже, різьблення дощок — злам названих століть — підтверджують графіко-орфографічні риси типів письма пам'ятки. Тут у графіко-орфографічні особливості письма поч. XV ст. вплелися деякі риси письма XIV ст. За традицією, що склалася в українському письменстві, вписувались у вільні місця у рядках заголовків потрібні за текстом літери малих розмірів.

## Список використаної літератури
- Щепкин В. Н. Русская палеография / В. Н. Шепкин. — М. : Наука, 1967
- Карский Е. Ф.Славянская кирилловская палеография / Е. Ф. Карский. — Л. : Изд. АН СССР, 1928.
- Словник староукраїнської мови XIV—XV ст. — К. : Наукова думка, 1977—1978
- Коць-Григорук Л. Українська в'язь / Коць-Григорук Л. — Львів.: Народознавчі зошити № 1(97) 2011